# Minnessten över LO Smith
Minnessten över LO Smith är ett monument över Lars Olsson Smith, grundaren av "Absolut Rent Brännvin" (senare Absolut Vodka) i hans födelseby Kiaby i Kristianstads kommun. Stenen är gjord av Vångagranit och invigdes 12 oktober 2011, 175 år efter Lars Olsson Smiths födelse. Mie Jernbeck, ett barnbarns barnbarn till LO Smith presenterade minnesstenen vid invigningen,
Inskriften lyder
HÄR FÖDDES BRÄNNVINSKUNGEN
L.O. SMITH
HAN LADE GRUNDEN TILL
ABSOLUT RENT BRÄNNVIN ÅR 1879
SOM 100 ÅR SENARE
BLIR VÄRLDSUCCÉN
ABSOLUT VODKA